# Athyreus soesilae
Athyreus soesilae — вид жуков-навозников из подсемейства Bolboceratinae.

## Этимология
Видовое название — лат. soesilae, автор Dr Dewanand Makhan дал виду в честь своей жены Soesila Makhan.

## Распространение
Вид описан в Южной Америке в Суринаме.

## Описание
Самец голотипа достигает длины 11 мм и ширины 6 мм. Тело опушенное, сверху имеет бурый окрас. Голова имеет грубую пунктуацию. Наличник бурый, тридентатный, без роговых придатков, с округлённым апексом. Усики бурые. Переднеспинка длиной 4,5 мм и шириной 7 мм, имеет грубую пунктуацию, с одним маленьким роговым придатком на передней части, в задней части роговой придаток отсутствует. Надкрылья бурые, длиной 5 мм и шириной 6 мм, широчайшие посередине. Надкрылье имеет 5 страт с грубой пунктуацией, поверхность гладкая.
Половой диморфизм отсутствует.

## Питание
Жук ассоциируется с коровьем навозом.

## Схожие виды
В республике Суринам преобладает и другой вид этого рода — Athyreus bellator. Главные отличия заключаются в присутствии у Athyreus bellator рогового придатка на наличнике (которого у Athyreus soesilae на наличнике нет) и различном строении гениталий.